# Entropia swobodna
Entropia swobodna – w termodynamice, potencjał w skali entropijnej, analogiczny do energii swobodnej. Znana także jako potencjał (funkcja) Massieu, Plancka lub Massieu-Plancka, lub (rzadziej) jako swobodna informacja. W mechanice statystycznej, swobodną entropię przedstawia się jako logarytm z sumy statystycznej. W matematyce jest uogólnieniem entropii zdefiniowanej przy użyciu prawdopodobieństwa swobodnego.
Entropia swobodna wynika z przekształcenia Legendre’a entropii. Poszczególne potencjały odpowiadają różnym ograniczeniom nałożonym na system. Najbardziej znanymi przykładami swobodnej entropii są:
| Nazwa                                            | Funkcja                                                                                     | Alt. fun.                        | Zmienne naturalne                                       |
| ------------------------------------------------ | ------------------------------------------------------------------------------------------- | -------------------------------- | ------------------------------------------------------- |
| Entropia                                         | {\displaystyle S={\frac {1}{T}}U+{\frac {p}{T}}V-\sum _{i=1}^{s}{\frac {\mu _{i}}{T}}N_{i}} |                                  | {\displaystyle U,V,\{N_{i}\}}                           |
| Potencjał Massieu (entropia swobodna Helmholtza) | {\displaystyle \Phi =S-{\frac {1}{T}}U}                                                     | {\displaystyle =-{\frac {F}{T}}} | {\displaystyle {\frac {1}{T}},V,\{N_{i}\}}              |
| Potencjał Plancka (entropia swobodna Gibbsa)     | {\displaystyle \Xi =\Phi -{\frac {p}{T}}V}                                                  | {\displaystyle =-{\frac {G}{T}}} | {\displaystyle {\frac {1}{T}},{\frac {p}{T}},\{N_{i}\}} |

{\displaystyle S} – entropia,
{\displaystyle \Phi } – potencjał Massieu,
{\displaystyle \Xi } – potencjał Plancka,
{\displaystyle U} – energia wewnętrzna,
{\displaystyle T} – temperatura,
{\displaystyle p} – ciśnienie,
{\displaystyle V} – objętość,
{\displaystyle F} – energia swobodna Helmholtza,
{\displaystyle G} – entalpia swobodna Gibbsa,
{\displaystyle N_{i}} – liczba cząstek lub liczba moli {\displaystyle i}-tej substancji,
{\displaystyle \mu _{i}} – potencjał chemiczny {\displaystyle i}-tej substancji,
{\displaystyle s} – całkowita liczba substancji,
{\displaystyle i} – {\displaystyle i}-ta substancja.
Należy zwrócić uwagę, że użycie pojedynczo nazwisk „Massieu” i „Planck” w odniesieniu do potencjału Massieu-Plancka tworzy pewną niejasność i dwuznaczność. W szczególności Potencjał Plancka ma alternatywne znaczenia. W większości standardowych notacji, potencjał entropijny oznaczony jest przez znak {\displaystyle \psi } stosowany zarówno przez Plancka, jak i Schroedingera. (Gibbs używał {\displaystyle \psi } dla oznaczenia energii swobodnej). Entropia swobodna została wprowadzona przez Massieu w 1869 roku, przed energią swobodną Gibbsa (1875).

## Związek z negentropią
Negentropia równa się entropii swobodnej ze znakiem „minus”.
{\displaystyle J=S_{\max }-S=-\Phi =-k\ln Z,}
gdzie:
{\displaystyle J} – negentropia („pojemność dla entropii” Gibbsa),
{\displaystyle \Phi } – potencjał Massieu (entropia swobodna),
{\displaystyle Z} – suma statystyczna,
{\displaystyle k} – stała Boltzmanna.